# Lulu (film fra 1917)
 For alternative betydninger, se Lulu. (Se også artikler, som begynder med Lulu)
Lulu er en tysk stumfilm fra 1917 af Alexander Antalffy.

## Medvirkende
- Erna Morena som Lulu
- Adolf Klein som Robert von Waldheim
- Harry Liedtke som Rudolf von Waldheim
- Rolf Brunner som Henri
- Emil Jannings som Alfredo